# Paroplapoderus angulipennis
Paroplapoderus angulipennis es una especie de coleóptero de la familia Attelabidae. Presenta las siguientes subespecies: Paroplapoderus angulipennis angulipennis y Paroplapoderus angulipennis shaanxinsis.

## Distribución geográfica
Habita en Corea y China.